# Alpträume (Kurzfilm)
Alpträume (Originaltitel: Time Piece) ist ein experimenteller Kurzfilm von Jim Henson aus dem Jahr 1965.

## Handlung
Ein Mann liegt im Bett und wird von einer Ärztin abgehorcht. Der laute Herzschlag des Mannes gibt den Rhythmus der folgenden Szenen vor. Der Mann geht auf Arbeit, wo er am Fließband tätig ist, geht um 17 Uhr nach Hause und mit seiner Frau essen. Am Abend folgt der Besuch eines Stripclubs. Es folgen Szenen des Mannes als Gefangener, nachdem er auf die Mona Lisa geschossen hat und dafür verurteilt wurde. Der Mann flieht und fliegt wie Ikarus mit Flügeln in der Luft, stürzt am Ende jedoch zu Boden. Beim Aufschlag auf den Boden sieht man, dass in Wirklichkeit eine Uhr zu Boden gefallen ist, die 12 Uhr zeigt. Bisherige Szenen laufen schnell zusammengeschnitten ab, am Ende wird der Mann im Bett von einem Tuch überdeckt. Der ausführende Arzt wiederum ist der Mann selbst, der in die Kamera zwinkert.

## Produktion
Die Dreharbeiten für Alpträume begannen im Frühjahr 1964 und dauerten rund ein Jahr. Der Film ist surreal-experimentell angelegt. Alltägliche Geräusche werden betont oder durch alternative Geräusche ersetzt, Szenen rückwärts abgespielt und mit unterschiedlicher Aufmachung des Mannes, jedoch gleichem Ablauf, hintereinandergeschnitten. Der Film kommt ohne Dialoge aus, doch sagt der Mann im Film mehrfach „Help!“: als sein Kopf beim Abendessen serviert wird, als auf ihn als Ikarus geschossen wird und als er sich am Ende in einer Toilette befindet und heruntergespült wird. Die in sich zusammenhanglosen Szenen werden durch Cut-Out-Animationssequenzen verbunden.
Der Film erlebte am 6. Mai 1965 im Museum of Modern Art seine Premiere und wurde später als Vorfilm zu Ein Mann und eine Frau im Kino gezeigt.

## Auszeichnungen
Alpträume wurde 1966 für einen Oscar in der Kategorie Bester Kurzfilm nominiert und erhielt einen Preis der Internationalen Jury der Filmfestspiele von Venedig 1966. Der Film gewann 1967 den Blue Ribbon Award des American Film Festivals.